# Fabio Geda
Fabio Geda (ur. w 1972 w Turynie) – włoski pisarz i animator kultury. Współpracownik dziennika La Stampa i szkoły pisarstwa kreatywnego Scuola Holden w Turynie. Laureat licznych nagród, między innymi Premio Miglior Esordio Fahrenheit za powieść Per il resto del viaggio ho sparato agli indiani (2007) oraz Premio Grinzane za L’esatta sequenza dei gesti (2009). Światową sławę przyniosła mu powieść Nel mare ci sono i coccodrilli (2010), którą przetłumaczono na ponad trzydzieści języków.